# Ibitirama
Ibitirama é um município do estado do Espírito Santo, no Brasil. Sua população recenseada em 2022 era de 9.520 habitantes.

## Toponímia
São várias as versões que buscam explicar o significado de "Ibitirama", nome de origem tupi-guarani. Para alguns estudiosos significaria "montanha promissora", a partir da junção dos termos ybytyra (montanha) e ram (promissor). Também poderia significar o conjunto de montanhas, serras e cordilheiras. Podendo significar, ainda, águas das regiões altas.

## Geografia

### Subdivisões
O município é formado por dois distritos: o distrito sede, que engloba as comunidades de Santa Rita, Aparecida, São Francisco, Ponte do Araça, Água Limpa, Figueira e Pratinha do Jorcelino; e o distrito de Santa Marca, que engloba as comunidades de Córrego D'Antas, Pedra Roxa, Córrego do Lage e São José do Caparaó.

### Relevo

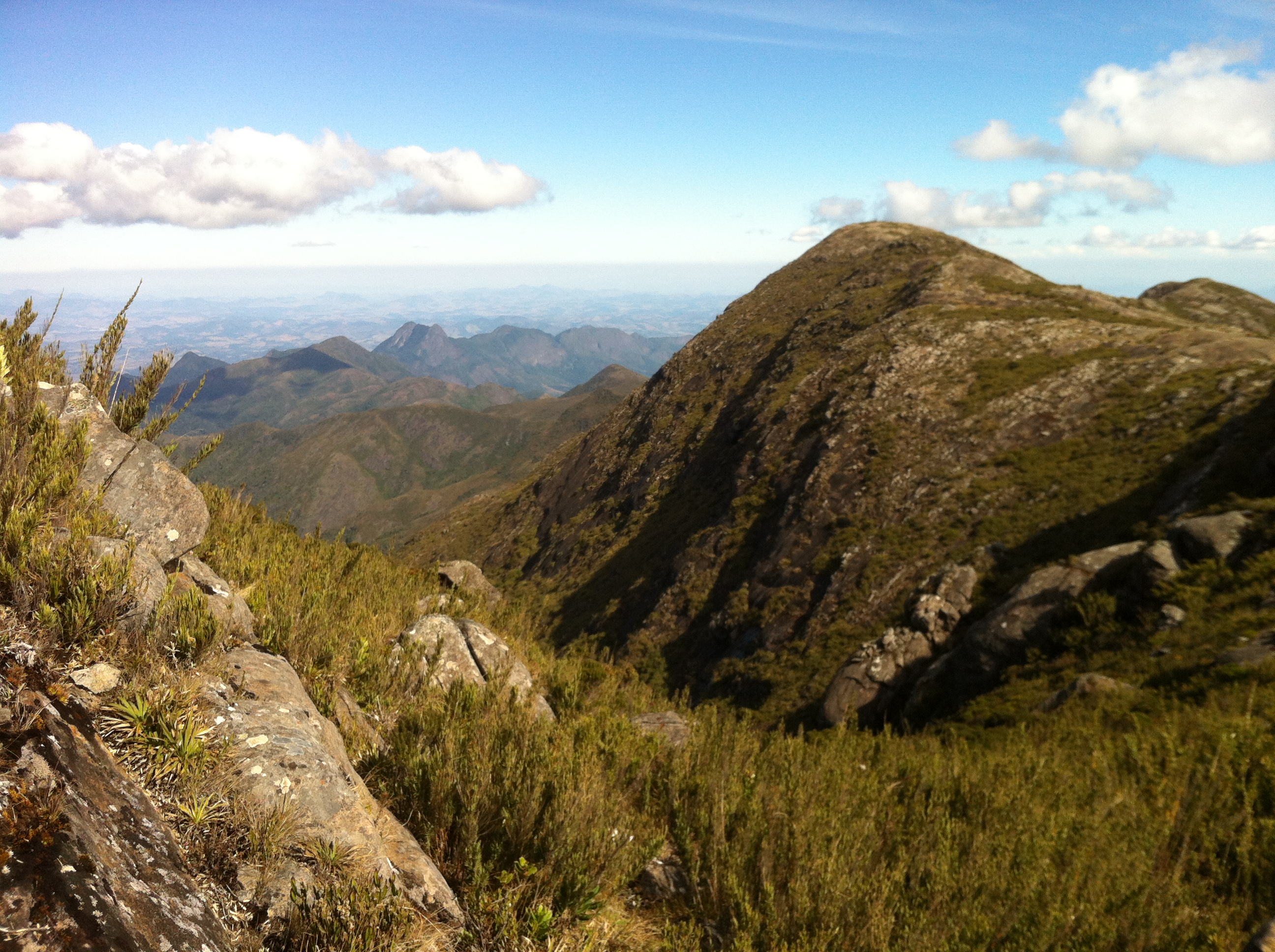
Trilha para o Pico da Bandeira, em Ibitirama, Espirito Santo

Mais da metade de seu território é ocupado pelo Parque Nacional do Caparaó, ficando localizado, portanto, na Serra do Caparaó.
Seu relevo é predominantemente acidentado e montanhoso, com uma altitude média superior a 1.500 mestros. O ponto mais alto do município é o Pico da Bandeira, a 2.891.32 metros de altitude. É o ponto mais elevado do Espírito Santo e o terceiro do país.

### Hidrografia
A bacia que compõe a paisagem hidrográfica do município é a do rio Itapemirim, destacando-se como principais cursos de água os rios Braço Norte Direito e Santa Clara, além do Rio Preto.

### Clima
O clima é tropical de altitude. Seus verões são quentes e úmidos e seus invernos são secos e relativamente frios / amenos. O outono e a primavera são estações de transição entre o inverno e o verão e apresentam as características destas duas estações, com dias amenos ou quentes.

Possui uma temperatura média de 20,3 °C. Com a maior média ocorrendo em fevereiro com 23,2 °C, e a menor média ocorrendo em julho com 16,8 °C.
| Gráfico climático para Ibitirama, Espírito Santo                  | Gráfico climático para Ibitirama, Espírito Santo | Gráfico climático para Ibitirama, Espírito Santo | Gráfico climático para Ibitirama, Espírito Santo | Gráfico climático para Ibitirama, Espírito Santo | Gráfico climático para Ibitirama, Espírito Santo | Gráfico climático para Ibitirama, Espírito Santo | Gráfico climático para Ibitirama, Espírito Santo | Gráfico climático para Ibitirama, Espírito Santo | Gráfico climático para Ibitirama, Espírito Santo | Gráfico climático para Ibitirama, Espírito Santo | Gráfico climático para Ibitirama, Espírito Santo |
| ----------------------------------------------------------------- | ------------------------------------------------ | ------------------------------------------------ | ------------------------------------------------ | ------------------------------------------------ | ------------------------------------------------ | ------------------------------------------------ | ------------------------------------------------ | ------------------------------------------------ | ------------------------------------------------ | ------------------------------------------------ | ------------------------------------------------ |
| J                                                                 | F                                                | M                                                | A                                                | M                                                | J                                                | J                                                | A                                                | S                                                | O                                                | N                                                | D                                                |
| 221 29 18                                                         | 131 29 18                                        | 133 29 17                                        | 79 27 15                                         | 49 26 13                                         | 17 25 11                                         | 31 24 10                                         | 29 25 11                                         | 52 26 14                                         | 125 27 15                                        | 180 28 17                                        | 223 28 17                                        |
| Temperaturas em °C • Precipitações em mmFonte: Somar Meteorologia |                                                  |                                                  |                                                  |                                                  |                                                  |                                                  |                                                  |                                                  |                                                  |                                                  |                                                  |

## História
A região de Ibitirama era originalmente habitada por populações indígenas. A colonização iniciou-se a partir da bandeira do Capitão Manoel João Esteves. O colonizador teria partido de Mariana, sede do bispado mineiro, com um grupo fortemente armada. A medida que esse grupo adentrava no território estabelecia, ao longo de seu trajeto, posseiros. Essas fazendas deram origem a diversos distritos e cidades do leste mineiro e do Espirito Santo.
Esse é o caso de Ibitirama. A fundação do povoado se deu em 1899, quando o casal Silvério Pereira e Cândida Maria de Assis doou parte de seu território para a construção de um templo religioso em devoção a Santa Bárbara. A região era propicia para tempestades, e a santa é a protetora das chuvas e ventos fortes. Em 1917 passa a ser distrito de Caparaó, chamando-se Vila de Santa Bárbara do Caparaó.
A economia baseava-se quase exclusivamente no plantio do café. Em 1955, com a política de erradicação dos cafezais e com a desativação do ramal ferrovíaria que escoava os produtos até Itapemirim, Ibirama foi vítima de um forte êxodo rural. Passando por uma grave crise e estagnação econômica. O fluxo migratório desacelerou em 1978, devido a instalações de infraestrutura básica. Em 15 de setembro de 1988, o governador do Estado, Max Freitas Mauro, sanciona a lei nº 4161, emancipando Ibitirama a município, antes distrito de Alegre.

Guerrilheiros do Caparaó

### Resistência a Ditadura Militar de 1964
No Parque Nacional do Caparaó ocorreu um movimento de guerrilha organizado pelo Movimento Nacional Revolucionário de 1964, entre 1966 e 1967. 17 ex-militares adentraram nas matas e realizam franca resistência ao golpe que tomou o poder em 31 de março de 1964.

### Administração e política
Logo após a emancipação política de Ibitirama, o então prefeito de Alegre, Luciano Duarte continuou governando o município, até que fosse realizadas as eleições. O primeiro prefeito do município foi Geraldo Gomes de Carvalho.
| Prefeito                     | Partido | Inicio do mandato | Termino do mandato | Observações                                                                                                   |
| ---------------------------- | ------- | ----------------- | ------------------ | --- |
| Geraldo Gomes de Carvalho    | --      | 1990              | 1992               | Primeiro prefeito. Ocupou a cadeira do executivo em duas ocasiões.                                            |
| José Mataveli Neto           | --      | 1993              | Abril de 1994      | Prefeito eleito. Teve seu mandato cassado pelo TRE, em virtude da anulação da eleição.                        |
| João Soares de Azevedo       | --      | Abril de 1994     | Junho de 1994      | Interventor.                                                                                                  |
| Sebastião Gonçalves da Silva | --      | Junho de 1994     | Outubro de 1995    | Prefeito eleito. Foi cassado pela Câmara Municipal por empréstimos contraídos sem autorização do legislativo. |
| Alceu Pereira de Melo        | --      | Outubro de 1995   | Novembro de 1995   | Vice-prefeito.                                                                                                |
| Sebastião Gonçalves da Silva | --      | Novembro de 1995  | Dezembro de 1996   | Reassumiu o cargo, após decisão judicial que anulou a sessão da Câmara Municipal.                             |
| Geraldo Gomes de Carvalho    | --      | 1997              | 2000               | |
| Paulo Lemos Barbosa          | PDT     | 2000              | 2008               | Prefeito por dois mandatos.                                                                                   |
| Javan de Oliveira Silva      | PSD     | 2009              | 2016               | Prefeito por dois mandatos.                                                                                   |
| Reginaldo Simão de Souza     | PMDB    | 2017              | 2020               | [ 15 ] |
| Paulo Lemos Barbosa          | PSD     | 2021              | 2022               | Na terceira gestão. Perdeu o mandato.                                                                         |
| Ailton Vein                  | PSDB    | 2022              |                    | Atual prefeito, eleito em eleições suplementares.                                                             |

## Economia
Possui uma economia majoritarmente marcada pela produção agropecuária, responsável por 36,33% do seu PIB, destacando a cafeicultura e a criação de gado leiteiro, que ocupam mais de 51% da população. Em menor grau também se encontra a silvicultura.
Observa-se, uma dependência muito forte e perigosa do setor agropecuário, fundamentada basicamente na monocultura do café, como também do setor de empregos públicos (municipal, estadual e federal) e de benefícios sociais (aposentadoria, programas sociais, etc.).
O setor industrial é pouco expressivo, participando apenas de 5,12% do PIB. O turismo no espaço rural é a grande aposta do município, ampliando significativamente sua participação nos últimos anos, no contexto econômico e social de Ibitirama.

## Referencias
1. ↑  «Candidatos a vereador Ibitirama-ES». Estadão. Consultado em 5 de julho de 2021
2. ↑  IBGE (10 de outubro de 2002). «Área territorial oficial». Resolução da Presidência do IBGE de n° 5 (R.PR-5/02). Consultado em 5 de dezembro de 2010
3. ↑  «Estimativa populacional 2014 IBGE». Estimativa populacional 2014. Instituto Brasileiro de Geografia e Estatística (IBGE). 1 de julho de 2014. Consultado em 29 de agosto de 2014
4. ↑  Empresa Brasileira de Correios e Telégrafos. «Busca Faixa CEP». Consultado em 1 de fevereiro de 2019
5. ↑  «Ranking decrescente do IDH-M dos municípios do Brasil». Atlas do Desenvolvimento Humano. Programa das Nações Unidas para o Desenvolvimento (PNUD). 2010. Consultado em 31 de agosto de 2013
6. 1 2  «Produto Interno Bruto dos Municípios 2004-2008». Instituto Brasileiro de Geografia e Estatística. Consultado em 11 de dezembro de 2010
7. 1 2  cidades.ibge.gov.br https://cidades.ibge.gov.br/brasil/es/ibitirama. Consultado em 31 de agosto de 2023 Em falta ou vazio |título= (ajuda)
8. ↑  http://www.fflch.usp.br/dlcv/tupi/vocabulario.htm
9. 1 2 3 4 5  «Programa de Assistência Técnica e Extensão Rural» (PDF)
10. 1 2 3 4 5 6 7
11. ↑  cidades.ibge.gov.br https://cidades.ibge.gov.br/brasil/es/ibitirama/historico. Consultado em 31 de agosto de 2023 Em falta ou vazio |título= (ajuda)
12. ↑  «Conheça a história dos 33 anos de Ibitirama! - AMUNES - Associação dos Municípios do Estado do Espírito Santo». www.amunes.org.br. Consultado em 31 de agosto de 2023
13. 1 2  «Poder360 | PAULO LEMOS». eleicoes.poder360.com.br. Consultado em 31 de agosto de 2023
14. ↑  «Prefeito de Ibitirama é denunciado pelo MPES por uso irregular de diárias». Século Diário. Consultado em 31 de agosto de 2023
15. ↑  «Poder360 | REGINALDO». eleicoes.poder360.com.br. Consultado em 31 de agosto de 2023
16. 1 2  «Ailton Vein é eleito prefeito de Ibitirama, ES, em eleição suplementar». G1. 27 de novembro de 2022. Consultado em 31 de agosto de 2023